# Ardisia
Ardisia es un género de plantas con flores con 200 a 500 especies (dependiendo de su clasificación), que pertenece a la antigua familia  Myrsinaceae, ahora subfamilia Myrsinoideae.
Una especie, Ardisia japonica (Chino: 紫金牛; pinyin: zǐjīn niú) es una de las 50 hierbas fundamentales de la medicina tradicional china. 

## Descripción
Son plantas hermafroditas . Hojas pecioladas o sésiles. Perianto de prefloración imbricada o quincuncial; sépalos y pétalos apenas connados; estambres incluidos, los filamentos libres de la corola y entre sí, las anteras 3 veces más largas que anchas, dehiscencia introrsa por poros apicales o subapicales, o por hendiduras longitudinales; ovario ovoide, estilo alargado, normalmente exerto en la antesis, estigma punctiforme, placenta basal, óvulos pocos a numerosos, pluriseriados.

## Taxonomía
El género fue descrito por Walter Tennyson Swingle y publicado en Nova Genera et Species Plantarum seu Prodromus 3, 48. 1788. La especie tipo es: Ardisia tinifolia Sw. 

## Especies
- Anexo:Especies de Ardisisa